# 634
634 (DCXXXIV) je bilo navadno leto, ki se je po julijanskem koledarju začelo na soboto.

## Dogodki
- 1. januar

## Smrti
- Dulu kagan, kagan Zahodnega turškega kaganata (* ni znano)
- Ilig kagan, zadnji kagan Vzhodnega turškega kaganata (* ni znano)